# 羅布爾斯德爾里奧 (加利福尼亞州)
羅布爾斯德爾里奧（英語：Robles Del Rio）是位於美國加利福尼亞州蒙特雷縣的一個非建制地區。該地的面積和人口皆未知。

## 地理
羅布爾斯德爾里奧的座標為36°28′12″N 121°44′00″W / 36.47000°N 121.73333°W，而該地的平均海拔高度為182米（即597英尺）。